# Il ritorno di Tobia
Il ritorno di Tobia (El regreso de Tobías) es un oratorio de Joseph Haydn (Hob. XXI:1) en dos partes, compuesto en el año 1775. 

## Historia
Il ritorno di Tobia lo compuso Haydn en 1775 para la Sociedad Tonkünstler de Viena. Refleja el gusto musical de la Viena de la década de 1770: tenía un libreto de Giovanni Gastone Boccherini, hermano del compositor y violonchelista Luigi Boccherini, hablado en italiano, como estaba de moda en la Viena de finales del siglo XVIII. La trama está tomada del Libro de Tobías, tema popular en el arte de la época. Se centra en la parte final de la historia: el regreso del hijo de lo desconocido y la curación de la ceguera del padre. Todo lo ocurrido antes lo conoce el espectador a través de la narración al regresar a casa, pues se desarrolla en la casa de los padres de Tobías, en Nínive. El centro de la acción no son por lo tanto eventos y conflictos, sino la emoción de los actores, de acuerdo con las tres reglas aristotélicas: unidad de tiempo, acción y lugar.
También la versión musical que Haydn dio a la historia se correspondió con las expectativas de la audiencia. Como en una ópera seria el coro aparece sólo al principio, en el medio y al final, el grueso del oratorio está dominado por arias y recitativos. 
A diferencia de otros oratorios de Haydn, como La creación o Las estaciones, Il ritorno di Tobia permaneció prácticamente olvidado durante siglos. Posiblemente se deba a la historia bíblica y la escasa acción, además de una larga duración (originalmente tres horas). Por ello actualmente se representa muchas veces omitiendo por completo los recitativos.

## Plantilla
Solistas:
- Tobia (tenor)
- Anna, madre de Tobías (alto)
- Tobit, padre de Tobías (bajo)
- Sara, novia de Tobías (soprano)
- Raffaelle, un ángel (soprano)

Coro hebreo (SATB) y orquesta
El lugar del evento es la casa de los padres Tobías en Nínive.

## Grabaciones
- Ferenc Szekeres (dir.), Orquesta Estatal de Hungría, Coro Madrigal de Budapest. Sello: Hungaroton HCD 11660-62 (1975)
- Antal Dorati (dir.), Real Orquesta Filarmónic, Coro del Festival de Brighton. Sello: Decca  Stereo 591027 (1979)
- Andreas Spering (dir.), Capella Augustina (con instrumentos de época), Conjunto vocal Köln. Sello: Naxos 8.557380-81 (2007)